# Kotra
Kotra — проект Дмитра Федоренка, засновника українського лейблу експериментальної електронної музики KVITNU, що у 2011 році отримав три нагороди на Qwartz Electronic Music Awards 7. Kotra також був співпродюсером лейблу Nexsound (до 2007 року), засновником серії Live Reports і є куратором фестивалю Kvitnu Fest та Деталі Звуку. Математик і гітарист за освітою, колишній учасник проекту «Потерча», співзасновник нойз-дуету Zet. Організував серію аудіо-візуальних виступів і перформансів з художниками та відеомейкерами Києва. Брав участь у відео-арт, нет-арт та інтерактивних воркшопах Центру сучасного мистецтва Сороса. 1998 року, після розпаду Zet, починає сольний проект Kotra. За цей час було понад 14 альбомів, сумісні роботи з Zavoloka, ABS6, Mathias Josefson, Андрієм Кириченком, Кімом Касконе, Францом Помасслом, Алєксєєм Борисовим та Андреасом Берслінгом, ремікси та окремі композиції виходили на компіляціях багатьох європейських та американських лейблів.
Крім того, Дмитро озвучує художні відео-арт та інтернет-проекти. Ці проекти брали участь у таких фестивалях як Kryptonale, EMAF, Villette Numerique, Netmage, Videoex, [d]vision та багатьох інших фестивалях медіа-арту по всьому світу.
Починаючи з 2003 року, Kotra регулярно виступає на таких найбільших європейських фестивалях експериментальної музики, як Clubtransmediale в Берліні, Garage у Штральзунді, Resistance festival у Братиславі, Unsound festival у Кракові, Noise&Fury у Москві, Cimatics у Брюселі, AudioArt у Кракові, Radius та Soundbridges у Відні.

## Дискографія
Релізи:
- Lement (Cassette) Moon rec.
- Icon (CDr) Selfrelease
- Vert (CDr) Grief Recordings
- TEK (CDr) Stan
- Fourfold Symmetry (CD) Nexsound
- Stir Mesh (CDr) Nexsound
- Acute (MP3) Nexsound
- Dissilient (CD) Nexsound
- Live In Jaroslavl (MP3) Nexsound
- Live Sessions (MP3) Nexsound
- Ampere (CDr 3") Alku
- Curious Kitchen (MP3) Nexsound
- Live On EM-Vizija (CDr) Live Reports
- Sachertorte (CDr) Live Reports
- Stamina (MP3) Nishi
- Untitled Live (CDr) Live Reports
- Volt (Fire I) (ogg-vorbis) Bivouac
- Volt (Fire II) (MP3) Zeromoon
- "Amper" (CD) Alku
- Kotra & Zavoloka "Wag The Swing" (CD) Kvitnu
- "Reset" (CD) Kvitnu
- "Revolt" (CD) Kvitnu
- "Renaissance" (Digital) Kvitnu

Ремікси:
- Psy/Clone-2xEP (CDr) Blindredsunset Spored … Selfrelease
- Bees & Honey (CD) Colour Zeromoon
- Metaphysics (CD) Plastone Ground Hive Records

Композиції в компіляціях:
- Bulldozer (CD) -i FullDozer Records
- Constructions For Andrey Kiritchenko (MP3) 00:01 Autoplate
- Polyvox Populi (CD) Al A Nexsound
- Polyvox Populi 2 (MP3) Magnifier Nexsound
- Progress: The Trieste — Vladivostok CTM.03 Line (CD) 13 rx:tx
- Total Time (2xCD) 1 Untitled Time NN Records
- Cultural Mimicry Volume 1 (CDr) Mince Spirals Of Involution
- Dissolution Tapes (CD) Entries Zeromoon
- Nexsound Sampler #1 (CDr) Minus, Minus/Plus Nexsound
- Rural Psychogeography (CD) Lost River Nexsound
- Thrombose (CD) Micrmes Thrombose Records
- …It Just Is (In Memoriam: Jhonn Balance) (2xCD) Volt Of A Worm Nocharizma, FullDozer Records
- ALKUjiggerypokeryMIX (MP3) 2 Alku
- Aout 2005 (MP3) Accuracy Off & Green Project
- Curious Tartists (MP3) Brng 4, Monotone Ghettofuck
- Fabelbuch (MP3) The Book Of Silence Nexsound
- Music For Elevators Vol. 2 (MP3) Lost River (Low Gutter… Mahorka
- Negative Message From Collective Mind (CDr) 15th Volt Spirals Of Involution
- Nexsound Sampler #2 (CDr) Minus (02), Minus (03)… Nexsound